# Kirchenkreis Neukölln
Der Kirchenkreis Neukölln ist einer von zehn Kirchenkreisen der Evangelischen Kirche Berlin-Brandenburg-schlesische Oberlausitz im Sprengel Berlin. Er umfasst 25 Kirchengemeinden im Berliner Bezirk Neukölln sowie im Norden des Brandenburger Landkreises Dahme-Spreewald.

## Eigenbezeichnung
Der Kirchenkreis hieß ursprünglich „Kirchenkreis Neukölln“, die offizielle Bezeichnung wurde in „Evangelischer Kirchenkreis Neukölln“ geändert. Im Logo schreibt sich der Kirchenkreis ausschließlich mit Kleinbuchstaben als „evangelischer kirchenkreis neukölln“.

## Geschichte
Der Kirchenkreis ging 1947 aus der Teilung des Kirchenkreises Kölln-Land II in die Kirchenkreise Neukölln und Oberspree (heute Teil des Kirchenkreises Berlin Süd-Ost) hervor. Anfangs gehörten zum Kirchenkreis Neukölln auch die Gemeinden im damaligen Bezirk Tempelhof; für sie wurde 1957 der Kirchenkreis Tempelhof herausgetrennt (seit 2016 Teil des Kirchenkreises Tempelhof-Schöneberg). Nach dem Bau der Berliner Mauer wechselten 1963 die auf dem Gebiet der DDR liegenden Kirchengemeinden Großziethen und Schönefeld in den Kirchenkreis Oberspree, kehrten aber Anfang der 1990er Jahre in den Kirchenkreis Neukölln zurück. Zum 1. Juli 1998 wurde der Kirchenkreis Königs Wusterhausen aufgelöst und sein Gebiet auf die Kirchenkreise Zossen und Neukölln verteilt, wodurch weitere brandenburgische Kirchengemeinden in diesen Kirchenkreis integriert wurden.

## Organisation

### Superintendentur
Der Sitz der Superintendentur befindet sich in Berlin-Neukölln, Rübelandstr. 9b, 12053 Berlin. Superintendent ist Christian Nottmeier.

### Kirchengemeinden
- Kirchengemeinde Alt-Buckow: Dorfkirche Buckow (Berlin)
- Kirchengemeinde Berlin-Neu-Buckow: Gemeindezentrum Neu-Buckow
- Kirchengemeinde Berlin-Schmöckwitz: Dorfkirche Schmöckwitz
- Kirchengemeinde Deutsch Wusterhausen: Dorfkirche Deutsch Wusterhausen
- Dorfkirchengemeinde Britz: Dorfkirche Britz
- Dreieinigkeitskirchengemeinde: Dreieinigkeitskirche (Berlin-Gropiusstadt), Philipp-Melanchthon-Kapelle (Berlin-Rudow)
- Kirchengemeinde Eichwalde : Dorfkirche Eichwalde
- Fürbitt-Melanchthon-Kirchengemeinde: Fürbitt-Kirche (Berlin-Britz), Philipp-Melanchthon-Kirche (Berlin-Neukölln)
- Kirchengemeinde in der Gropiusstadt: Martin-Luther-King-Kirche (Berlin), Gemeindezentrum Gropiusstadt Süd
- Kirchengemeinde Großziethen: Dorfkirche Großziethen
- Hephatha-Kirchengemeinde Berlin-Britz: Hephatha-Kirche
- Johann-Christoph-Blumhardt-Kirchengemeinde: Johann-Christoph-Blumhardt-Kirche
- Kirchengemeinde Königs Wusterhausen: Kreuzkirche (Königs Wusterhausen)
- Lukas-Kirchengemeinde Königs Wusterhausen: Kirchgemeindehaus Senzig, Kirche Niederlehme, Kapelle Zernsdorf
- Kirchengemeinde Martin-Luther-Genezareth: Genezarethkirche (Berlin-Neukölln), Martin-Luther-Kirche (Berlin-Neukölln)
- Kirchengemeinde Nikodemus: Nikodemuskirche (Berlin-Neukölln)
- Kirchengemeinde Rixdorf: Bethlehemskirche (Berlin-Neukölln), Magdalenenkirche (Berlin-Neukölln), Tabeakirche (Berlin-Neukölln)
- Kirchengemeinde Rudow: Dorfkirche Rudow
- Kirchengemeinde Schenkendorf-Zeesen: Dorfkirche Schenkendorf
- Kirchengemeinde Schulzendorf-Waltersdorf: Dorfkirche Schulzendorf, Dorfkirche Waltersdorf (Schönefeld)
- Kirchengemeinde Schönefeld: Dorfkirche Schönefeld
- Kirchengemeinde Selchow (Brusendorf, Groß Kienitz, Kiekebusch, Rotberg, Selchow, Waßmannsdorf)  Dorfkirche Brusendorf /  Dorfkirche Groß Kienitz / Dorfkirche Kiekebusch / Dorfkirche Selchow / Dorfkirche Rotberg (Schönefeld) / Dorfkirche Waßmannsdorf
- Friedenskirchengemeinde Wildau: Friedenskirche Wildau
- Kirchengemeinde Zeuthen: Martin-Luther-Kirche (Zeuthen)
- Kirchengemeinde Zeuthen-Miersdorf: Dorfkirche Miersdorf
- Berliner Stadtmission, Gemeinde Britz

## Sakralbauten

### Kirchengebäude
- Bethlehemskirche (Berlin-Neukölln)
- Dorfkirche Britz
- Dorfkirche Brusendorf
- Dorfkirche Buckow (Berlin)
- Dorfkirche Deutsch Wusterhausen
- Dreieinigkeitskirche (Berlin-Gropiusstadt)
- Dorfkirche Eichwalde
- Fürbitt-Kirche (Berlin-Britz)
- Genezarethkirche (Berlin-Neukölln)
- Dorfkirche Großziethen
- Hephatha-Kirche
- Johann-Christoph-Blumhardt-Kirche
- Dorfkirche Kiekebusch
- Kreuzkirche (Königs Wusterhausen)
- Magdalenenkirche (Berlin-Neukölln)
- Martin-Luther-Kirche (Berlin-Neukölln)
- Martin-Luther-King-Kirche (Berlin)
- Dorfkirche Miersdorf
- Gemeindezentrum Neu-Buckow
- Kirche Niederlehme
- Nikodemuskirche (Berlin-Neukölln)
- Philipp-Melanchthon-Kapelle (Berlin-Rudow)
- Philipp-Melanchthon-Kirche (Berlin-Neukölln)
- Dorfkirche Rotberg (Schönefeld)
- Dorfkirche Rudow
- Dorfkirche Schenkendorf
- Dorfkirche Schmöckwitz
- Dorfkirche Schönefeld
- Dorfkirche Schulzendorf
- Kreuzkirche Schulzendorf
- Dorfkirche Selchow
- Dorfkirche Waltersdorf (Schönefeld)
- Dorfkirche Waßmannsdorf
- Friedenskirche Wildau
- Martin-Luther-Kirche (Zeuthen)

### Friedhöfe
1. St.-Jacobi-Kirchhof I
2. Neuer Luisenstädtischer Friedhof
3. Böhmischer Gottesacker Rixdorf
4. Kirchhof Sankt Simeon und Sankt Lukas